# منطقه ۲۵ (قطر)
منطقه ۲۵ یک منطقهٔ مسکونی در قطر است که در دوحه (شهرداری) واقع شده‌است. منطقه ۲۵ ۱٫۵ کیلومتر مربع مساحت و ۳۷٬۰۸۲ نفر جمعیت دارد.